# Paul Vet
Paul Vet (Ulft, 2 december 1933 – Terborg, 20 oktober 2015) was een Nederlandse voetballer van De Graafschap in Doetinchem. Hij speelde er van 1955 tot 1963, eerst onder trainer Wim Engel en later onder Jan Poulus. Voordat hij als semi-prof aan de slag ging, voetbalde hij als amateur bij SDOUC in Ulft.

Naast semi-prof was hij vertegenwoordiger voor het merk Mercedes Benz bij Hoegen Dijkhof, het bedrijf in Doetinchem dat ook importeur was van Mercedes-Benz Unimog.

Hij bleef bij De Graafschap betrokken en was onder andere voorzitter van Club Aktief die De Graafschap financieel steunt.

## Carrièrestatistieken
| Seizoen         | Club            | Land            | Competitie       | Competitie | Competitie | Beker | Beker | Internationaal | Internationaal | Overig | Overig | Totaal | Totaal |
| Seizoen         | Club            | Land            | Competitie       | Wed.       | Dlp.       | Wed.  | Dlp.  | Wed.           | Dlp.           | Wed.   | Dlp.   | Wed.   | Dlp.   |
| --------------- | --------------- | --------------- | ---------------- | ---------- | ---------- | ----- | ----- | -------------- | -------------- | ------ | ------ | ------ | ------ |
| 1955/56         | De Graafschap   | Nederland       | Hoofdklasse B    | –          | 0          | –     | –     | 0              | 0              | 0      | 0      | –      | 0      |
| 1956/57         | De Graafschap   | Nederland       | Eerste divisie A | –          | 0          | –     | 0     | 0              | 0              | 0      | 0      | –      | 0      |
| 1957/58         | De Graafschap   | Nederland       | Eerste divisie A | –          | 2          | –     | 1     | 0              | 0              | 0      | 0      | –      | 3      |
| 1958/59         | De Graafschap   | Nederland       | Eerste divisie A | –          | 3          | –     | –     | 0              | 0              | 0      | 0      | –      | 3      |
| 1959/60         | De Graafschap   | Nederland       | Eerste divisie B | –          | 4          | –     | –     | 0              | 0              | –      | –      | –      | 4      |
| 1960/61         | De Graafschap   | Nederland       | Tweede divisie   | –          | 7          | –     | 1     | 0              | 0              | 0      | 0      | –      | 8      |
| 1961/62         | De Graafschap   | Nederland       | Tweede divisie   | –          | 2          | 1     | 1     | 0              | 0              | 0      | 0      | –      | 3      |
| 1962/63         | De Graafschap   | Nederland       | Tweede divisie A | –          | 0          | –     | 0     | 0              | 0              | 0      | 0      | –      | 0      |
| Carrière totaal | Carrière totaal | Carrière totaal | Carrière totaal  | –          | 18         | –     | 3     | 0              | 0              | 0      | 0      | –      | 21     |